# Mesosa kanarensis
Mesosa kanarensis là một loài bọ cánh cứng trong họ Cerambycidae.